# Cinnamomum filipes
Cinnamomum filipes là loài thực vật có hoa trong họ Nguyệt quế. Loài này được (Rusby) Kosterm. miêu tả khoa học đầu tiên năm 1969.